# Boghassa
Boghassa is een gemeente (commune) in de regio Kidal in Mali. De gemeente telt 3400 inwoners (2009).